# Карпенцева, Елизавета Дмитриевна
Елизавета Дмитриевна Карпенцева (1913, Крутец — 1987, Красноярка) — передовик советского сельского хозяйства, звеньевая колхоза «Искра» Ленинск-Кузнецкого района Кемеровской области, Герой Социалистического Труда (1949). Депутат Верховного Совета СССР 4-го созыва (1954—1958).

## Биография
Родилась в 1913 году в селе Крутец, ныне Ртищевского района Саратовской области в семье русского крестьянина. В 1920-е годы семья переехала на территорию современного Ленинск-Кузнецкого района кемеровской области. С четырнадцатилетнего возраста начала свою трудовую деятельность. В 1929 году вступила в колхоз, работала в полеводстве, трудилась телятницей на молочной ферме.
В 1940 году стала одной из первых участниц Выставки достижений народного хозяйства, была награждена большой серебряной медалью. В 1941 году назначена заведующей фермой, а в 1943 году стала бригадиром-полеводом колхоза «Искра». В 1948 году её бригада достигла высоких показателей, получила 504 центнера картофеля с 6 гектаров обрабатываемой площади.
За получение высоких урожаев картофеля при выполнении колхозом обязательных поставок и контрактации по всем видам сельскохозяйственной продукции, натуроплаты за работу МТС в 1948 году и обеспеченности семенами всех культур в размере полной потребности для весеннего сева 1949 года, Указом Президиума Верховного Совета СССР от 25 февраля 1949 года Елизавете Дмитриевне Карпенцевой было присвоено звание Героя Социалистического Труда с вручением ордена Ленина и золотой медали «Серп и Молот».
С 1949 года вновь направлена работать телятницей, где применила принцип кормления телят по рационам и нормам. Работала в колхозе «Искра» до выхода на пенсию. Депутат Верховного Совета СССР 4-го созыва (1954—1958). Избиралась депутатом Ленинск-Кузнецкого районного Совета депутатов.
Умерла в 1987 году, похоронена в селе Красноярка Ленинск-Кузнецкого района.

## Награды
За трудовые успехи удостоена:
- золотая звезда «Серп и Молот» (25.02.1949),
- орден Ленина (25.02.1949),
- Серебряная медаль ВДНХ,
- другие медали.